# Bisabolene

α-bisabolene

β-bisabolene

γ-bisabolene

I bisaboleni sono un gruppo di composti organici isomeri che sono classificati come sesquiterpeni. Ognuno di essi ha la stessa formula molecolare e scheletro carbonioso, ma differiscono per la posizione dei doppi legami carbonio-carbonio.